# Blutrache – Dead Man’s Shoes
Blutrache – Dead Man’s Shoes von Shane Meadows aus dem Jahr 2004 ist ein britischer Thriller/Drama über Selbstjustiz im Drogenmilieu der beschaulichen Midlands mit Paddy Considine in der Hauptrolle. Der Hauptdarsteller und der Regisseur entwarfen gemeinsam das Drehbuch dazu.

## Handlung
Nach einem Fußmarsch über Wiesen und Felder trifft Richard im grünen Armee-Overall mit seinem kleinen Bruder Anthony in der Grafschaft Derbyshire ein. Unter wolkenverhangenem Himmel zieht er mit seinem geistig behinderten Bruder in einen heruntergekommenen Verschlag vor seiner Heimatstadt ein. Richard ist zornig und einsilbig. Tatsächlich ist Richard heimgekehrt für einen gründlichen Rachefeldzug an einer ständig benebelten Bande von Dorfdealern. Neben der Gegenwart der Erzählung, die fünf Tage währt, wird parallel und stückweise ein ausgedehntes Drogengelage geschildert, bei dem eine Schar von Rowdys unter Führung von Sonny seinem Bruder Anthony Drogen einflößte, ihn schikanierte und demütigte und ihn auf eine abgelegene Burgruine führte, und das sich zuzuspitzen scheint.
Als Richard die ersten der Gang einschüchtert, kapieren sie schnell, dass es sich bei dem Neuankömmling um Anthonys Bruder, einen Soldaten, handeln muss. Um sie weiter zu verängstigen, schleicht er sich abends bei ihnen mit Regenmantel und Gasmaske ein, sprüht ein Graffito in der Drogenhöhle und schminkt die Schlafenden in allen Farben des Regenbogens. Bald darauf bringt er den ersten um. Richard macht weder ein Geheimnis daraus, dass er sie alle töten wird, noch, dass er in Motsons leerstehender Farm schläft, wohin er sie ausdrücklich einlädt.
Die Dorfgangster diskutieren, ob sie ihn wirklich umbringen müssen, um ihn loszuwerden, was ihnen spürbar eine Nummer zu groß erscheint. An Motsons Farm angelangt versucht Sonny mit dem Scharfschützengewehr Richard zu erschießen, trifft dabei aber versehentlich einen seiner Kumpel in den Kopf, der sofort stirbt. Sie türmen panisch in ihrem Citroën 2CV.
Im verdunkelten, stickigen Haus fühlen sie sich belagert. Die um zwei Mitglieder dezimierte Bande bewaffnet sich notdürftig, aber selbstsicher. Richard ist schon da und kippt ihnen eine gute Dosis Acid in den Tee, woraufhin sie binnen Minuten lockerer werden. Als sie keine Gefahr mehr darstellen, tritt Richard ein, gesellt sich zu ihnen und nimmt auf dem Sofa Platz. Er spielt zunächst mit ihnen und tötet dann einen nach dem anderen, hilflos wie sie sind. Richard entlockt dem katatonischen Herbie noch die Information über den Verbleib des letzten Bandenmitglieds Mark.
Mark hatte sich aus diesen Kreisen zugunsten eines bürgerlichen Lebenswandels zurückgezogen. Richard besucht erst Marks Familie, dann entführt er den Mittvierziger zu einem morgendlichen Ausflug zu der abgelegenen Ruine. Erst jetzt wird gezeigt, dass Anthony sich nach den Demütigungen, ausgesetzt in dem kleinen Steingewölbe, selbst erhängte. Am Ort des Geschehens sprechen sie sich aus, Richard betont dabei „Sie sind alle tot. Du bist der letzte“. Richard verschont Mark jedoch, aber nur unter der Voraussetzung, dass Mark ihn ersticht. Zum einen, da Richard, von Schuldgefühlen geplagt ist, seinen Bruder nicht beschützt zu haben, und zum anderen, da Richard die Befürchtung hat, es sich in der Zukunft noch mal anders zu überlegen und so evtl. erneut zum Mörder zu werden. In seiner Verzweiflung, speziell auf Grund von Richards Andeutung auch Marks Familie etwas anzutun, sieht Mark keinen anderen Ausweg, ersticht Richard letztendlich und flieht so, als der am wenigsten an Anthonys Selbstmord Beteiligte, mit blutverschmierten Händen.

## Sonstiges
Gefilmt wurde im günstigen, körnigen Format Super 16.
Der Film entstand in Matlock und am Riber Castle in Derbyshire.
Die musikalische Untermalung steuerten weiterhin Smog, ABBC, Danger Mouse & Jemini, Calexico, The Leisure Society, DJ Armchair, Richard Hawley, Position Normal, Adem, Clayhill, Laurent Garnier, The Earlies, Bonnie ’Prince’ Billy, M. Ward, Robyn Hitchcock und Dmitri Bortnjanski (1751–1825) bei. Im Finale ist De profundis von Arvo Pärt zu hören.
Der Film wurde dem Andenken an Paddy Considines Vater gewidmet.

## Kritiken
- „trostlos bis zu einem Punkt der Hässlichkeit“ (Reel.com)[7]

- „durchweg großartig gespielt […] manchmal braucht es kein elefantöses Budget, um einen hervorragenden Film zu drehen“ (Angus Macdonald: Close-Up)[8]

- „der furchteinflößendste Gesichtsausdruck seit Hannibal Lector [sic] – natürlich ängstigen wir uns mit den Gangstern […] so wüst und debil sie auch sein mögen, sind sie immer noch weit sympathischer als Richard. […] Er weiß genau, was er tut, da ist Bedauern, sogar Güte in seinen Augen, und dennoch kann er nicht aufhören, bis sie quitt sind.“ (Kate Findley)[9]

- „Meadows liefert eine großartige Arbeit ab, um einen neuen Blick auf diese simplifizierende Geschichte zu werfen. Das ist nicht die Mafia oder der internationale Drogenhandel, den Richard da im Visier hat, sondern gewöhnlicher, gemeiner Vorstadtpöbel […] Man erkennt sie wieder, und die Mehrheit von uns wünscht schon, sie würden bekommen, was ihnen zusteht“ (www.efilmcritic.com)[3]

- „stellt die Grausamkeit der Vergangenheit gegen die Grausamkeit der Gegenwart. […] Meadows scheint – sich der verfänglichen Position des moralischen Fürsprechers bewusst – die Aufmerksamkeit deshalb auf die Gruppe jener zu lenken, die Richards Bruder einst misshandelten. […] Meadows Verzicht auf leichtfertige Identifikationsangebote intensiviert die allgemeine Brutalität des Films nur noch […] Der Film lässt sich schwer konsumieren und kaum auf Unterhaltung reduzieren. […] Schade nur, dass Meadows nicht gänzlich auf die Kraft seiner zwielichtigen Bilder vertraut und in letzter Minute doch noch auf entspannende Effekte zurückgreift“ (Manifest – Das Filmmagazin)[10]

- „respektlos mit fröhlichen Folk-Songs unterlegt […] ein Racheengel mit jenseitigen Bezügen“ (Ed Gonzales: Slant[11])

- „schafft es, praktisch alle Figuren unsympathisch und uninteressant zu gestalten […] Meadows bringt es für sich zur Katharsis, für uns nicht so sehr.“ (Luke Y. Thompson: Village Voice)[12]

- „lässt einen schalen Nachgeschmack im Mund […] was [Meadows und Cohen] bewogen hat, die Rückblenden in Schwarz/Weiß […] aufzunehmen, steht in den Sternen […] die Kehrtwende zum Schluß wirkt, als hätten sogar die Filmemacher Skrupel bekommen, was die Moral der Geschichte angeht“ (Jeff Vice: Deseret Morning News)[13]

- „Der dicht inszenierte, gut gespielte Thriller erzielt eine ähnliche Wirkung, wie es der britische Zombie-Film ‚28 Days Later‘ in seinem Bereich tat. Genreunterhaltung auf der Höhe der Zeit.“ (Lexikon des internationalen Films)[14]

Einzelne Kritiker zeigen Verwandtschaften zu den Antihelden aus Wer Gewalt sät (R: Sam Peckinpah, USA 1971), Taxi Driver (R: Martin Scorsese, USA 1976) oder Ein Mann sieht rot (R: Michael Winner, USA 1974) auf.

## Auszeichnungen und Nominierungen
BAFTA Awards 2005
- Nominierung für den Alexander Korda Award for Best British Film für Mark Herbert und Shane Meadows

British Independent Film Awards 2004
- 8 Nominierungen, darunter Best British Independent Film, Best Director, Best Actor und Most Promising Newcomer (Toby Kebbell)

Directors Guild of Great Britain 2005
- DGGB Award in der Kategorie Outstanding Directorial Achievement in British Film für Shane Meadows (anteilig)

Empire Awards, UK 2005
- Empire Award in der Kategorie Best British Actor für Paddy Considine
- Nominierung in der Kategorie Best British Director für Shane Meadows
- Nominierung in der Kategorie Best British Film

Evening Standard British Film Awards 2005
- Evening Standard British Film Award in der Kategorie Best Actor für Paddy Considine

London Critics Circle Film Awards 2005
- Nominierung ALFS Award in der Kategorie British Actor of the Year für Paddy Considine
- Nominierung ALFS Award in der Kategorie British Director of the Year für Shane Meadows